# Berlin-Zehlendorf
Zehlendorf is een stadsdeel van Berlijn, gelegen in het district Steglitz-Zehlendorf. Tot de herstructurering van 2001 was er ook een gelijknamig district, waar Zehlendorf een onderdeel van was. De stadsdelen Wannsee, Nikolassee en Dahlem behoorden ook tot dit district. 

## Geschiedenis
Het dorp werd gesticht rond 1230 en werd in 1242 voor het eerst vermeld in een verkoopakte als Cedelendorp. In 1730 liet Frederik Willem I de Königsweg aanleggen als expresroute naar Potsdam. Deze weg werd in 1792 door Frederik Willem II verlengd tot Berlijn waardoor het de eerste snelweg van Pruisen werd. Op 22 september 1838 liep de eerste Pruisische spoorlijn van Potsdam naar Zehlendorf. 
In 1920 werd Zehlendorf opgenomen in Groot-Berlijn waar het een district van werd. In december 2020 gaf Zehlendorf een stuk grondgebied op voor het nieuwe stadsdeel Schlachtensee.

## Verkeer
Station Zehlendorf is het grootste en belangrijkte station, verder zijn er ook de stations Mexikoplatz en Sundgauer Straße. 
De U3-metrolijn eindigt in Zehlendorf in het station Krumme Lanke. Ook het station Onkel Toms Hütte ligt in Zehlendorf. 

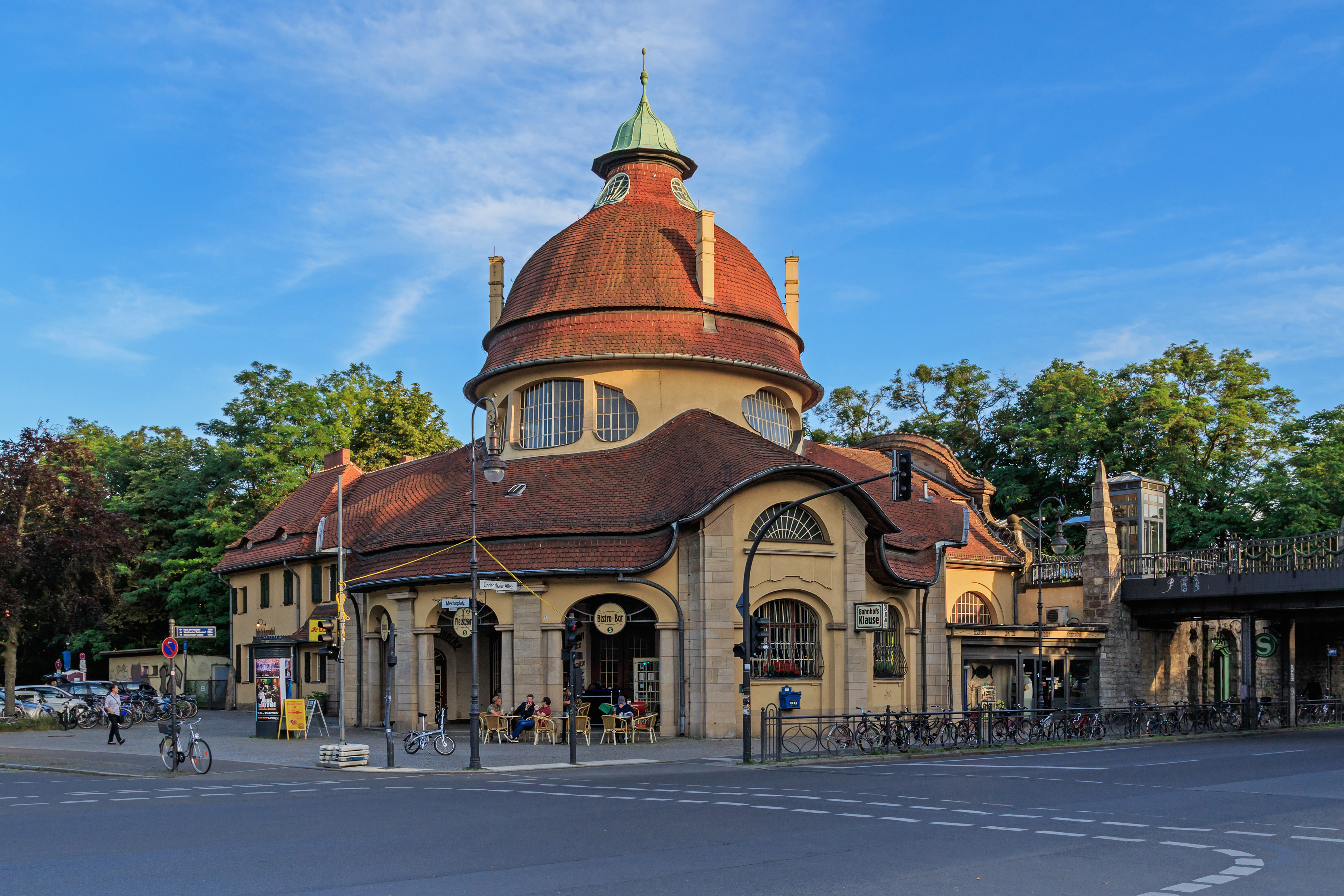
Station Mexikoplatz

## Sport
FC Hertha 03 Zehlendorf speelde tussen 1953 en 1963 negen seizoen in de hoogste klasse. Daarna speelde de club tot 1974 in de Regionalliga die toen als tweede klasse fungeerde en daarna tot 1998 onafgebroken in de derde klasse. In 2000 zakte de club terug naar de Berlijnse competitie en speelde daar tot 2014 toen ze terug naar de regionale reeksen promoveerden. Na tien jaar Oberliga promoveerde de club in 2024 terug naar de Regionalliga.
Dahlem ·
Lankwitz ·
Lichterfelde ·
Nikolassee ·
Schlachtensee ·
Steglitz ·
Wannsee ·
Zehlendorf